# Opogona loculata
Opogona loculata är en fjärilsart som beskrevs av Edward Meyrick 1915. Opogona loculata ingår i släktet Opogona och familjen äkta malar. Inga underarter finns listade i Catalogue of Life.